# Irrawaddy
Der Irrawaddy, auch Irawadi (Birmanisch ဧရာဝတီမြစ်, MLC-Transliteration erawa.ti mrac,  Aussprache: [ʔèjàwədì mjɪʔ]), neuere Transkription Ayeyarwady oder Ayeyarwaddy, ist ein 2170 Kilometer langer Strom in Südostasien.

## Flusslauf
Sein längster Quellfluss – der Tarong – entspringt im Kreis Zayü im Regierungsbezirk Nyingchi des Autonomen Gebiets Tibet der Volksrepublik China, im Südosten des Himalaya rund 380 Kilometer nördlich der Stadt Myitkyina im Kachin-Staat von Myanmar (Birma). Dort liegt seine Quelle zwischen dem 4097 Meter hohen Tilalapass und dem 4663 m hohen Namnipass. Sein Wasser fließt zuerst ein kleines Stück in südöstlicher Richtung auf chinesischem Gebiet, um dann endgültig nach Myanmar zu gelangen, dessen wichtigste Lebensader der Irrawaddy ist. An der gemeinsamen Grenze der beiden Länder und auch im Norden Myanmars fließt er durch die engen Täler des Hochgebirges, um später im Tiefland über Mandalay nach Süden zu mäandrieren; in Nord-Süd-Richtung zerteilt er Myanmar in zwei Hälften. Etwa 100 Kilometer südwestlich von Mandalay mündet sein größter Zufluss, der Chindwin, ein.
Schließlich erreicht der Irrawaddy südlich von Henzada den Golf von Martaban, der zur Andamanensee gehört; diese ist ein Randmeer des Indischen Ozeans. In seinem Mündungsgebiet, das sich etwa 150 bis 180 Kilometer südwestlich von Rangun, der früheren Hauptstadt Myanmars, befindet, bildet der Fluss ein etwa 40.000 km² großes Mündungsdelta, das vor allem als Reisanbaugebiet genutzt und durch Sedimentablagerungen pro Jahr bis zu 60 Meter in die Andamanensee hinausgeschoben wird.

## Einzugsgebiet und Schiffbarkeit
Der Irrawaddy, dessen Einzugsgebiet etwa 413.674 km² umfasst, ist vom Mündungsdelta flussaufwärts ganzjährig auf etwa 1337 Kilometer Länge, bis nach Bhamo im mittleren Norden Myanmars schiffbar.

## Staudamm-Projekt
Burma und China wollten einen riesigen Staudamm bauen (Myitsone-Talsperre). Am 30. September 2011 verkündete die burmesische Regierung überraschend den Stopp für das Projekt.
Der Spiegel schrieb:

„Ausschlaggebend für die überraschende Verhängung des Baustopps durch Präsident Thein Sein war offensichtlich ein geheimer 900-Seiten-Bericht über die Risiken des Mega-Damms am Irrawaddy, der Mitte September durch eine gezielte Indiskretion an die Öffentlichkeit gekommen ist – ironischerweise vermutlich durch chinesische Wissenschaftler. Seitdem war der Streit um den Staudamm zum Lackmus-Test für Reformen und Demokratisierung in Burma eskaliert. Er befeuerte auch die schwelende Diskussion über den Einfluss Chinas auf das arme Nachbarland mit den vielen Rohstoffen.“

## Dörfer und Städte am Irrawaddy
- Rangun
- Mandalay
- Nyaung U
- Bagan
- Bhamo
- Mingun
- Sagaing
- Amarapura
- Pyay
- Yandabo